# Sabine Kalter
Sabine Kalter (ur. 28 marca 1889 w Jarosławiu, zm. 1 września 1957 w Londynie) – polska śpiewaczka (kontralt) żydowskiego pochodzenia.
Studiowała w Akademii Muzycznej w Wiedniu, debiutowała w 1911 r. W latach 1915–1935 była solistką Opery w Hamburgu, którą opuściła w styczniu 1935 r. na fali prześladowań antysemickich w Niemczech. Osiadła w Londynie, gdzie zmarła 1 września 1957.